# 克拉斯诺东卡河
克拉斯诺东卡河（俄语：Река Краснодонка）是萨哈林州的河流，由北向南流，长16公里，流域面积57.9平方公里，注入柳托加河。